# Nena
Nena, vlastním jménem Gabriele Susanne Kerner (* 24. března 1960 Hagen) je německá popová zpěvačka 80. let dvacátého století a také herečka, která se v roce 1984 stala známou písní 99 Luftballons (anglická verze 99 Red Balloons). „Nena“ byl také název kapely (slovo je odvozeno ze španělštiny a znamená holčička), se kterou vydala tuto píseň. Kapela fungovala od roku 1981 do roku 1987, kdy se Nena vydala na sólovou dráhu.

## Život
Její kariéra začala již v roce 1979, kdy se stala zpěvačkou kapely „The Stripes“. O rok později vytvořila se svým přítelem kapelu „Nena“, jejími členy byli Rolf Brendel, Carlos Karges, Uwe Fahrenkrog-Petersen a Jürgen Dehmel.
V roce 1983 kapela vydala své první album „Nena“, které obsahovalo zmíněnou píseň „99 Luftballons“. Kapela zanikla v roce 1987, Nena začala vystupovat sólově a vydala mnoho alb.

## Diskografie

### Se skupinou The Stripes
- 1980: The Stripes

### Se skupinouNena
- 1983: Nena
- 1984: ? (Fragezeichen)
- 1984: 99 Luftballons
- 1985: Feuer und Flamme
- 1985: It's All in the Game
- 1986: Eisbrecher

### Sólová dráha
- 1989: Wunder gescheh'n
- 1992: Bongo Girl
- 1994: Und alles dreht sich
- 1997: Jamma nich
- 1998: Wenn alles richtig ist, dann stimmt was nich
- 2001: Chokmah
- 2002: Nena feat. Nena
- 2005: Willst du mit mir gehn
- 2007: Cover Me
- 2009: Made in Germany
- 2012: Du bist gut
- 2015: Oldschool
- 2020: Licht